# Roy Bean

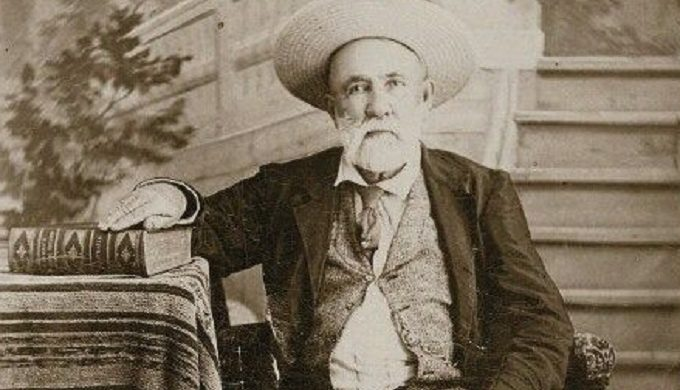
Roy Bean (1885)

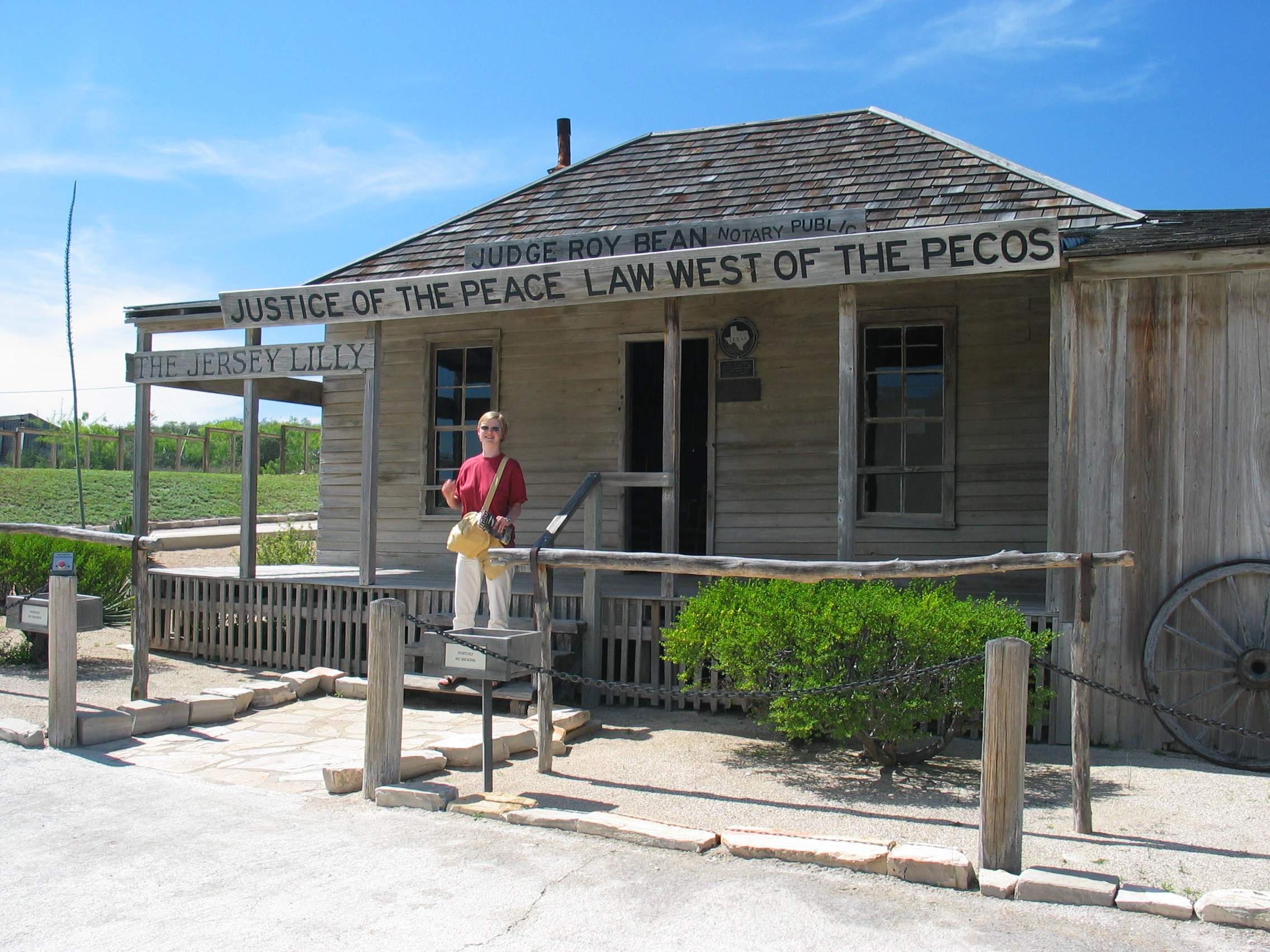
Saloon von Roy Bean

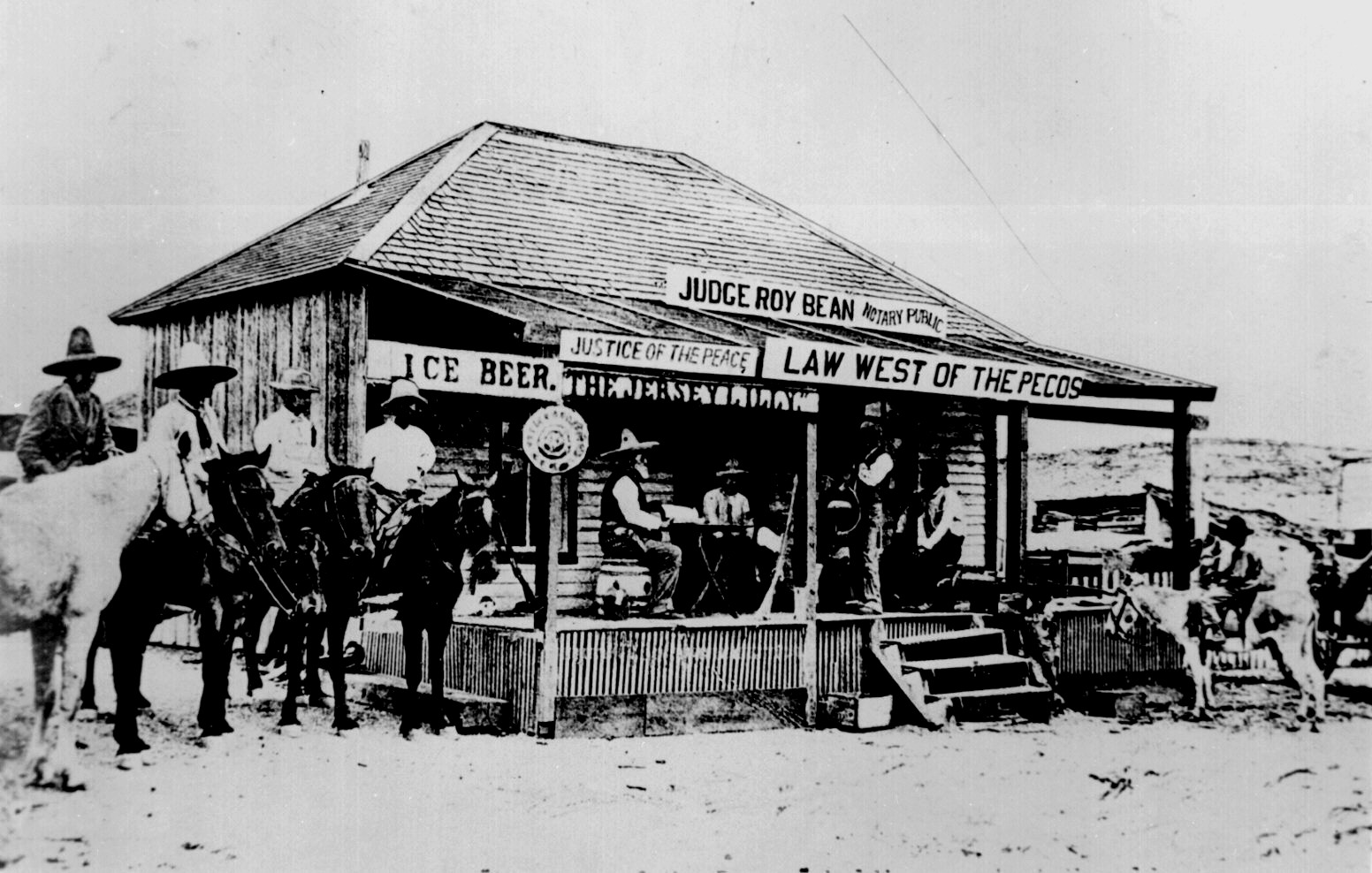
Saloon von Roy Bean um 1900

Phantly Roy Bean (* 1825 in Mason County, Kentucky; † 13. März 1903 in Langtry, Texas) war ein Saloon-Besitzer und selbsternannter Richter im Wilden Westen. Er gehört zu den legendären Gestalten dieser Zeit.

## Leben und Wirken
Bean wurde 1825 in Mason County, Kentucky, als jüngster der drei Söhne von Phantley Roy und Anna Henderson Gore Bean geboren. In den 1880ern eröffnete „Richter“ Roy Bean in Langtry am Fluss Pecos in Texas seinen Saloon The Jersey Lilly. Zu diesem Namen ließ er sich von der damals bekannten Schauspielerin Lillie Langtry inspirieren.
Er erklärte sich selbst zum Friedensrichter und nannte sich selbst das Gesetz westlich des Pecos. Wegen seiner vernünftigen Urteile wurde er respektiert, auch wenn er seine Freunde begünstigte. In dem Buch Der Cowboy. Legende und Wirklichkeit schreibt Heinz-Josef Stammel:

„Friedensrichter Roy Bean war nicht nur der letzte große Individualist unter den frühen Richtern, sondern gleichzeitig auch der schöpferisch originellste ... Ohne je einen Mann erschossen, zum Tode verurteilt oder ins Gefängnis gesteckt zu haben, vermochte er es, einem chaotischen Gebiet in Westtexas Ordnung und Frieden aufzuzwingen.“

Aufsehen erregte auch Beans Hund, der zwar furchterregend aussah, aber harmlos war – auch so jagte er so manchem Unhold Angst ein.
Bean starb 1903 an Altersschwäche.
Der texanische Animator und Trickfilm-Regisseur Fred Bean Avery alias Tex Avery war ein direkter Nachfahre Roy Beans.

## Rezeption

### Film
Im Jahr 1940 wurde sein Leben unter dem Titel Der Westerner mit Gary Cooper und Walter Brennan als Roy Bean inszeniert. Brennan gewann für seine Darstellung des Roy Bean, der in dem Film als Bösewicht gezeichnet wird, einen Oscar. Ein weiteres Mal wurde der Stoff 1972, diesmal noch etwas freier, unter dem Titel Das war Roy Bean mit Paul Newman, Ava Gardner, Victoria Principal, Jacqueline Bisset und Anthony Perkins verfilmt.

### Comic
Im 31. Band der Comic-Reihe Lucky Luke mit dem Titel Der Richter wird Bean als selbsternannter Friedensrichter dargestellt, der geldgierig und skrupellos, aber auch eine originelle Persönlichkeit ist. Zu Beginn des Comics wird er gehängt, aber der Strick reißt. Das wird in der deutschen Ausgabe so kommentiert: „Ein Glück, dass sie mich an einem Strick aufgeknüpft haben, den ich ihnen selbst verkauft habe! Es lohnt sich eben doch, die Leute reinzulegen!“
In dem Disney-Comic Die Gefangene am White Agony Creek von Don Rosa zieht Bean zur Lösung von Problemen stets das Hängen in Betracht. Seine Begleiter, darunter Wyatt Earp und Bat Masterson, verhindern das aber jedes Mal.